# مرادعلی مراد
مرادعلی مراد معروف به ستر جنرال مرادعلی مراد (زاده ۱۳۳۸ لعل و سرجنگل - غور) فرمانده نظامی و معین ارشد سابق وزارت امورداخله افغانستان و از قوم هزاره است. وی در ۲۳ ثور/اردیبهشت ۱۳۹۵ از سوی محمد اشرف غنی رئیس‌جمهور افغانستان به رتبه ستر جنرالی/ارتشبد ارتقاء یافت و در سال ۱۳۹۶ به عنوان معین ارشد وزارت امور داخله افغانستان تعیین شد. بعدها و پس از بمب‌گذاری ۲ ثور ۱۳۹۷ در منطقه دشت برچی کابل وی از سمتش برکنار شد. عده‌ای معتقد هستند که دلیل اصلی برکناری وی اختلاف نظر وی با ویس احمد برمک وزیر وقت امور داخله افغانستان بود. وی چند ماه بعد در ۲ سرطان/تیر ۱۳۹۷ به عنوان معاون وزارت دفاع در امور امنیت کابل و فرمانده گارنیزیون کابل تعیین شد و بعدها برای حضور در تیم رحمت‌الله نبیل برای انتخابات ریاست‌جمهوری ۱۳۹۸ از سمت خود استعفا داد.همچنان آقای دانلد ترامپ رئیس جمهور آمریکا لقب 
بهترین جنرال را برای اون اهدا کرد 

## زندگی‌نامه
مرادعلی مراد فرزند شیرحسین شریفی متولد سال ۱۳۳۸ خورشیدی در قریه رِشک ولسوالی لعل و سرجنگل ولایت غور است. او تحصیلات ابتدایی را در همان‌جا به پایان رسانید و برای تحصیلات متوسطه و عالی وارد شهر کابل شد. او سند مدرسه‌ای خود را از لیسه عالی ابن سینای کابل بدست آورد و پس از آن وارد دانشگاه نظامی افغانستان شد. مرادعلی مراد در سال ۱۳۵۸ خورشیدی در رشته توپچی سند لیسانس‌اش را بدست آورد و وارد ارتش افغانستان شد. وی پس از آن تحصیلات خود را ادامه داد و توانست مدرک فوق لیسانس خودش را در رشته حقوق و علوم سیاسی از دانشگاه خصوصی دنیا در کابل کسب کند.
تحصیلات نظامی:
- حربی پوهنتون / دانشگاه نظامی کابل
- کورس عالی افسران دو مرتبه
- کورس رهبران ضد شورش
- کورس‌های قرارگاهی
- کورس مساعی قرارگاه
- کورس استراتژیک در واشینگتن دی سی ۲۰۰۳ میلادی

## انتخابات ریاست‌جمهوری ۱۳۹۸
مراد برای حضور در تیم رحمت‌الله نبیل در ۲۴ جدی/دی ۱۳۹۷ از سمت فرماندهی گارنیزیون کابل و معاون وزارت دفاع در امور امنیت کابل از سمت خود استعفا داد و به عنوان معاون اول وی به همراه مسعوده جلال تیم «امنیت و عدالت» را تشکیل دادند و در ۲۹ جدی/دی ۱۳۹۷ برای نامزدی انتخابات ریاست‌جمهوری ثبت نام کردند.

## سمت‌ها
اجرای وظایف:
- سال ۱۳۵۸ در قطعه ۲۳۳ دوهم بریدمن/ستوان دوم
- سال ۱۳۵۸ در بست فرقه ۲۰ - لمری بریدمن و تورن / سروان
- سال ۱۳۶۴ قومندان/فرمانده بطریه غند ۲۹ تعلیمی - جگرن/سرگرد
- سال ۱۳۶۷ در بست غند ۵۴۸ قومی هرات - کادر دگرمن/سرهنگ دوم
- سال ۱۳۶۹ آمر کشف لوای ۵۲۰ - دگرمن/سرهنگ دوم
- سال ۱۳۸۱ آمر توپچی فرقه ۳۴ - دگروال/سرهنگ یا بریدجنرال/سرتیپ
- سال ۱۳۸۲ ریس کادر و پرسنل ستر درستیز - تورن جنرال / سر لشکر
- سال ۱۳۸۴ معاون قول اردوی /سپاه/ ۲۰۳ تندر - بریدجنرال/سرتیپ
- سال ۱۳۸۶ قومندان/فرمانده قول اردوی ۲۰۳ شاهین تورن جنرال / سر لشکر
- سال ۱۳۸۹ قومندان/فرمانده عمومی قوای زمینی دگرجنرال/سپهبد
- سال ۱۳۹۳ معاون اول لوی درستیز /رئیس ستاد مشترک ارتش/ دگرجنرال/سپهبد
- سال ۱۳۹۶ معین ارشد امور امنیتی سترجنرال/ارتشبد/سترپاسوال
- سال ۱۳۹۷ معاون وزیر دفاع در امور امنیت کابل و فرمانده گارنیزیون کابل

## افتخارات
1. مدال شجاعت
2. نشان عالی دولتی لمر اعلی
3. نشان عالی دولتی ستاره درجه اول
4. نشان دلاوری
5. نشان دوستی خلق‌ها
6. نشان دولتی وزیر محمد اکبر خان
7. نشان دولتی سید جمال الدین افغان
8. مدال خدمات خوب
9. مدال بریال درجه ۲
10. مدال میر مسجدی خان
11. مدال‌های مختلف خدمت

### مدال‌های خارجی
1. مدال خدمت از وزارت دفاع ایالات متحده آمریکا
2. مدال طلایی از وزارت دفاع کشور آلمان

### تقدیر نامه‌ها
1. تقدیرنامه از ریاست اجراییه حکومت وحدت ملی
2. تقدیر نامه از وزارت محترم امور خارجه
3. تقدیر نامه‌های متعدد از پارلمان جمهوری اسلامی افغانستان
4. تقدیر نامه‌های مختلف از مجلس سنا جمهوری اسلامی افغانستان
5. تقدیر نامه از کمیسیون مستقل انتخابات
6. تقدیر نامه‌های متعدد از وزارت محترم دفاع
7. تقدیر نامه از فرماندهی عملیاتی مشترک ایساف (IJC)
8. تقدیر نامه‌های مختلف از مقامات ولایات بلخ، سمنگان، بغلان، جوزجان، کندز، فاریاب، بدخشان، سرپل، تخار، پکتیا، خوست و شورای ولایتی غور و … نیز به پاس زحمات صادقانه‌اش دریافت نموده‌است.